# 열대폭풍 클로데트 (1979년)
열대폭풍 클로데트 (Tropical Storm Claudette)는 1979년 7월 대서양에서 발생한 열대폭풍이다. 2명이 사망했다.

## 같이 보기
- 허리케인 로라